# Fernand Claudet
Pour les articles homonymes, voir Claudet.
Fernand Claudet est un homme politique né le 10 juin 1896 à La Rivière-Drugeon (Doubs) et décédé le 19 février 1978 à Garches, dans les Hauts-de-Seine.

## Biographie
Après avoir repris la scierie familiale, Fernand Claudet entre en politique en 1929 en devenant maire de son village natal. Il est désigné ensuite par les républicains modérés de son département pour briguer le siège de député laissé vacant par Georges Pernot, élu au Sénat, lors des élections législatives de 1936. Élu dès le premier tour, il rejoint le groupe des Républicains indépendants et d'action sociale.
Le 10 juillet 1940, il vote en faveur de la remise des pleins pouvoirs au Maréchal Pétain.
Il ne retrouve pas de mandat parlementaire après la Libération et choisit de se consacrer exclusivement à son entreprise de scierie.

## Sources
- « Fernand Claudet », dans le Dictionnaire des parlementaires français (1889-1940), sous la direction de Jean Jolly, PUF, 1960 [détail de l’édition]